# Komuna e Cudhit
Komuna e Cudhit är en kommun i Albanien.   Den ligger i prefekturen Qarku i Durrësit, i den norra delen av landet, 20 km norr om huvudstaden Tirana. Antalet invånare är 1 812.
I omgivningarna runt Komuna e Cudhit växer i huvudsak blandskog.  Runt Komuna e Cudhit är det tätbefolkat, med 427 invånare per kvadratkilometer.